# Viburnum lantana
La lantana (Viburnum lantana L., 1753) è un arbusto della famiglia delle Viburnaceae, diffuso nel bacino del Mediterraneo.

## Descrizione
È un arbusto molto ramificato alto fino a 5 m, a fogliame caduco. 

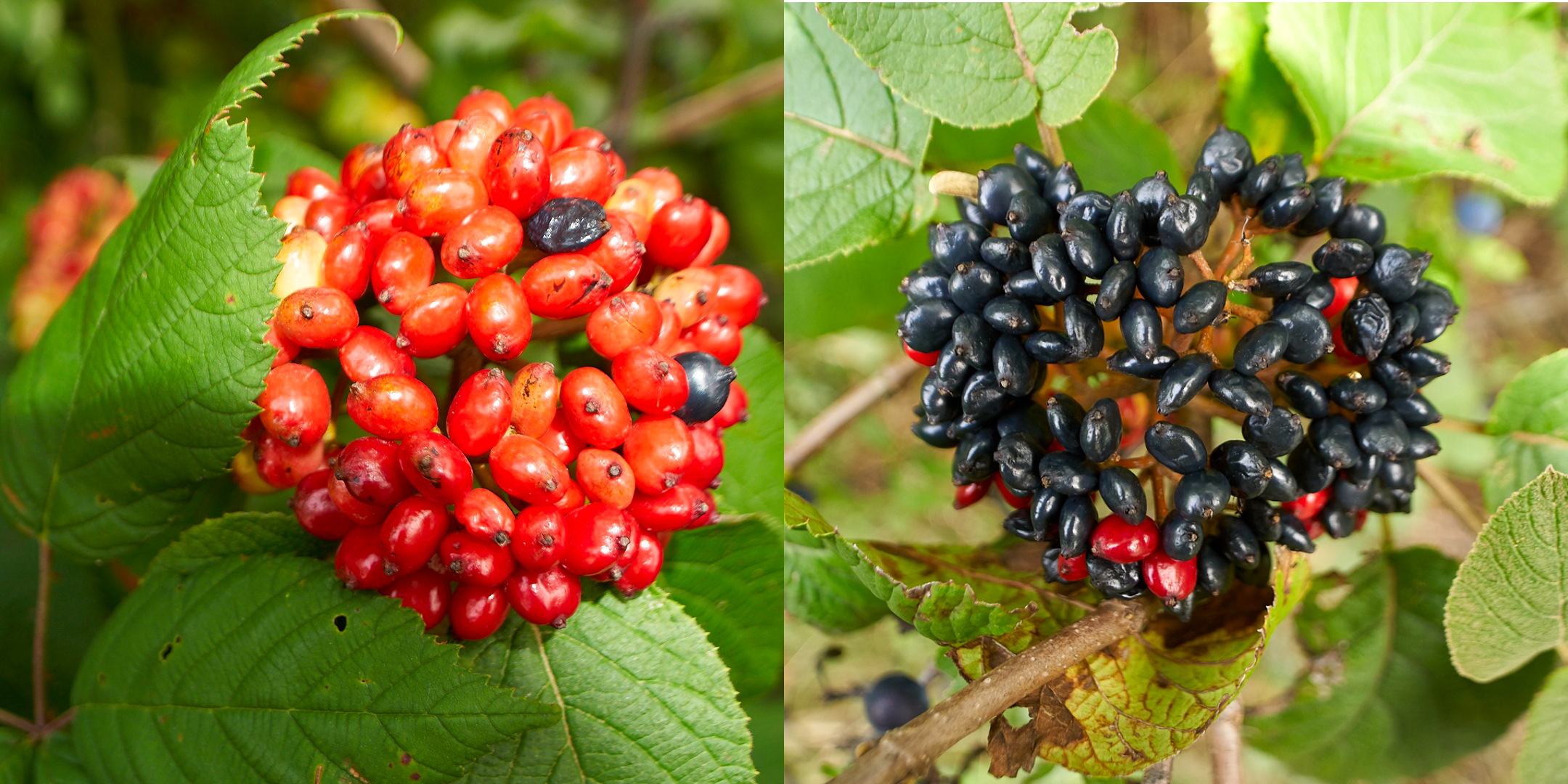
Frutti acerbi (rossi) e maturi (neri

Le foglie sono grandi, ellittiche, a margine dentato, pelose.
I fiori, riuniti in corimbi o cime ombrelliformi, sono piccoli di colore bianco.
I frutti, non edibili, sono grappoli di drupe appiattite inizialmente rosse e poi bluastre/nere che possono permanere fino all'inverno.

## Ecologia
Sono visitati dalle api per il polline ed il nettare.

## Distribuzione e habitat
L'areale di questa specie comprende l'Europa centrale e meridionale, il Nord Africa occidentale (Marocco e Algeria) e l'Asia occidentale (Turchia, Caucaso settentrionale, Azerbaigian, Armenia, Georgia e Iran).
In Italia vegeta nelle regioni centro-settentrionali fino a 1000 metri.
Vive in boschi termofili, specialmente ai margini e in zone assolate. Predilige suoli calcarei. La fioritura è precoce, avviene spesso già in marzo a bassa quota.

## Usi
I rami giovani presentano una particolare flessibilità che può essere sfruttata per la creazione di legature, verghe e, nell'ambito della cesteria, per la produzione di gerle.